# Lucio Cornelio Balbo (minore)
Lucio Cornelio Balbo (in latino Lucius Cornelius Balbus) (Cadice, data ignota anteriore al 60 a.C. – dopo il 13 a.C.) è stato un politico e militare dell'Impero romano, nipote del console del 40 a.C., Lucio Cornelio Balbo maggiore. Divenne probabilmente console suffetto attorno al 22-21 a.C..

## Biografia
Di origini puniche, nato a Cadice in Spagna, ed appartenente alla Gens Cornelia, homo novus dell'epoca augustea, faceva parte della più autorevole e abbiente aristocrazia cittadina dell'Antica Roma. 
Fu rinomato pensatore e letterato, politico e uomo d'azione.
Scrisse le Exegetica (o Exegeticon), il cui testo ci è pervenuto solo frammentario, e un dramma teatrale basato su episodi della guerra civile.
Da ricordare le numerose campagne militari, tra le quali in qualità di proconsole d'Africa nelle terre prima dei Getuli e poi Garamanti nel 20 a.C. nella Libia sahariana.

### Spedizione militare nel cuore del Sahara
Lucio Cornelio Balbo, partito da Sabrata, condusse un esercito di una decina di migliaia di uomini nel profondo del deserto del Sahara, raggiungendo prima l'oasi di Cydamus (oggi Gadames) dopo una marcia di circa 550 km, piegando poi ad angolo retto verso sud per altri 650–700 km attraverso l'Hamada el-Hamra, ed infine riuscendo ad occupare i più importanti centri della regione (come Debris e Baracum nell'odierno distretto di Wadi al-Shatii e Tabidium) e la capitale dei Garamanti, Garama (oggi Germa).
Da qui potrebbe avere, inoltre, inviato una spedizione esplorativa fino nel Fezzan, forse raggiungendo l'ansa del fiume Niger.
Per questi successi meritò il Trionfo nel Foro romano come risulta anche nei Fasti triumphales.
Lucio Cornelio Balbo fu anche l'ultimo romano non appartemente alla famiglia imperiale a celebrare un trionfo, costruendo in seguito un nuovo teatro a Roma: il teatro di Balbo con l'annessa Crypta Balbi (nel 13 a.C.).

### Fonti primarie
- Cassio Dione Cocceiano, Storia romana, LIV.
- Svetonio, Vite dei Cesari, Augusto.
- Tacito, Annales, III.
- Plinio il Vecchio, Naturalis Historia, V.
- Fasti triumphales.

### Fonti secondarie
- Ronald Syme, L'aristocrazia augustea, trad.it., Milano 1993.
- Diana Bowder, Dizionario dei personaggi dell'antica Roma, Roma 1990.
- Henry Lhote, L'expédition de Cornelius Balbus au Sahara, in Revue africaine, 1954.
- J.Desanges, Le triomphe de Cornelius Balus (19 av. J.C.), in Revue africaine, 1957.
- Claudio Finzi, Ai confini del mondo, Roma, Newton Compton, 1979.